# CFVO-TV
CFVO-TV était une station de télévision québécoise de langue française située à Hull, Québec. La station appartenait à Coopérative de Télévision de l'Outaouais, et constituait un affilié privé au réseau TVA.

## Histoire
En 1972, le CRTC a lancé un appel d'applications pour une nouvelle station francophone dans la région de la capitale nationale. Un nouveau groupe, la Coopérative de Télévision de l'Outaouais, était en compétition contre Corporation Civitas (une division de Radiomutuel) et Télé-Métropole. La licence a été approuvée le 3 août 1973. La station entre en ondes le 1er septembre 1974 au canal 30 à partir de ses locaux sur le Boulevard Saint-Joseph à Hull. Elle produisait 5 heures de contenu local par semaine, puis 10 heures l'année suivante. Le reste de la programmation provient de Télé-Métropole.
La station rencontre des problèmes financiers. En janvier 1977, le loyer et les factures étaient restés payés, et en mars, une cinquantaine d'employés n'avaient pas reçu leur salaire. Le 30 mars à 15 h, la station passe en ondes le segment Bonne Nuit normalement joué en fin de journée, puis quinze minutes plus tard, Hydro-Québec coupe le courant.
Le mois suivant, Radio-Québec rachète les avoirs de CFVO pour un demi-million de dollars, soit la moitié des coûts pour monter une nouvelle station. Le CRTC révoque la licence de CFVO et approuve une licence à Radio-Québec. CIVO-TV entre en ondes le 15 août 1977 au canal 30.
En ce qui concerne l'affiliation à TVA, le CRTC a reçu deux demandes, l'une de Télé-Métropole et l'autre de Radio-Nord, qui est retenu et approuvé en décembre 1977. CHOT-TV entre en ondes le 27 octobre 1978 au canal 40.